# Pavlica (Słowenia)
Pavlica – wieś w Słowenii, w gminie Ilirska Bistrica. W 2018 roku liczyła 10 mieszkańców.